# Potencias Centrales

Las alianzas militares en Europa en 1914. En anaranjado están representadas las Potencias Centrales a finales de 1914. En 1915 se les unió Bulgaria.

Evolución de las alianzas en la Primera Guerra Mundial:
Entente
Colonia, dominio y/o territorios ocupados por la Entente
Potencias Centrales
Territorio ocupado por las Potencias Centrales y/o sus colonias
Neutral

Las Potencias Centrales o Imperios Centrales es una designación atribuida a la coalición formada por los imperios alemán y austrohúngaro durante la Primera Guerra Mundial, a la cual se añadieron más tarde el Imperio otomano y el Reino de Bulgaria. El nombre está relacionado con la posición central ocupada por Alemania y Austria-Hungría en el continente europeo.
Las raíces de esta coalición se encuentran en la Triple Alianza constituida en 1882 por Alemania, el Imperio austrohúngaro y el Reino de Italia. Esta última abandonó la alianza en el verano de 1914, declarándose país neutral. El 23 de mayo de 1915, entró en la guerra del lado de los Aliados, después de haber firmado el Tratado de Londres el 26 de abril, en el que se le prometía que obtendría territorios austríacos.
Considerando la expansión del Imperio ruso como una amenaza, el Imperio otomano firmó un acuerdo militar secreto con el Imperio alemán en agosto de 1914; entrando en guerra en noviembre del mismo año.
El Reino de Bulgaria, resentida con su derrota en la segunda guerra de los Balcanes de 1913, se unió a las Potencias Centrales en octubre de 1915.
Con el fin de la guerra, los territorios de las Potencias Centrales se desmembraron, naciendo nuevos Estados. Así, del Imperio austrohúngaro surgieron Austria, Hungría, Checoslovaquia y parte del Reino de los Serbios, Croatas y Eslovenos. Con la derrota alemana, el derrumbe del Imperio ruso supuso el nacimiento de numerosos países sucesores, la mayoría después de la guerra civil rusa, los cuales formaron el principio de la Unión de Repúblicas Socialistas Soviéticas (URSS) en 1922. Únicamente algunos permanecieron independientes: la Segunda República Polaca, Finlandia, Estonia, Lituania y Letonia (estos tres últimos fueron anexados por la Unión Soviética en 1940). En cuanto a la partición del Imperio otomano, quedó reducido a una mínima parte de Tracia y la mayoría de la península de Anatolia tras el Tratado de Sèvres, pero recuperó algunos territorios de estas tras el tratado de Lausana (en los que se acabó formando poco después la actual Turquía).

## Miembros

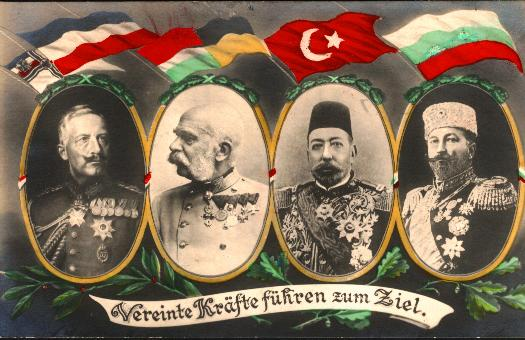
Soberanos de las Potencias Centrales (de izquierda a derecha): el káiser Guillermo II de Alemania; el káiser y rey Francisco José de Austria-Hungría; el sultán Mehmed V del Imperio otomano y el zar Fernando I de Bulgaria.

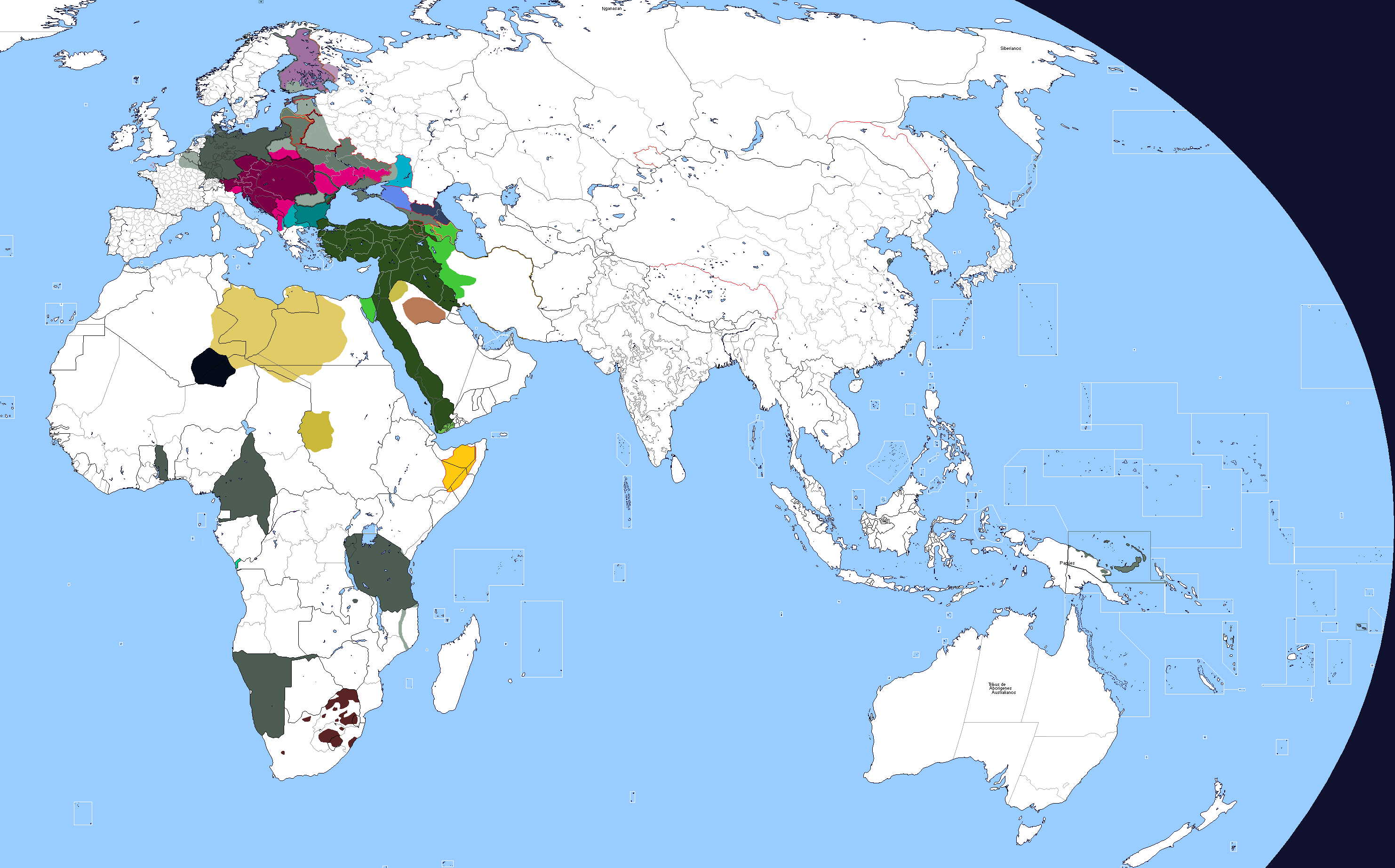
Territorios (pertenecientes u ocupados) de los Imperios Centrales y sus aliados o títeres, desde 1914 a 1918. El Imperio Otomano aparece en tonos de verde, el Imperio Alemán en grises, Bulgaria en turquesa, y Austria en tonos púrpuras.

- Imperio alemán (incluyendo las colonias alemanas: Togolandia, Kamerun, África del Sudoeste Alemana, África Oriental Alemana, Nueva Guinea Alemana, Samoa alemana, Kiau Chau y las Concesiones en Tianjin)
- Imperio austrohúngaro
- Imperio otomano
- Reino de Bulgaria

### Cobeligerantes y combatientes no estatales
- República Sudafricana
- República de Irlanda

- Imanato de Omán
- Estado Derviche
- Zayanes
- Orden Sanusí

### Estados clientes alemanes

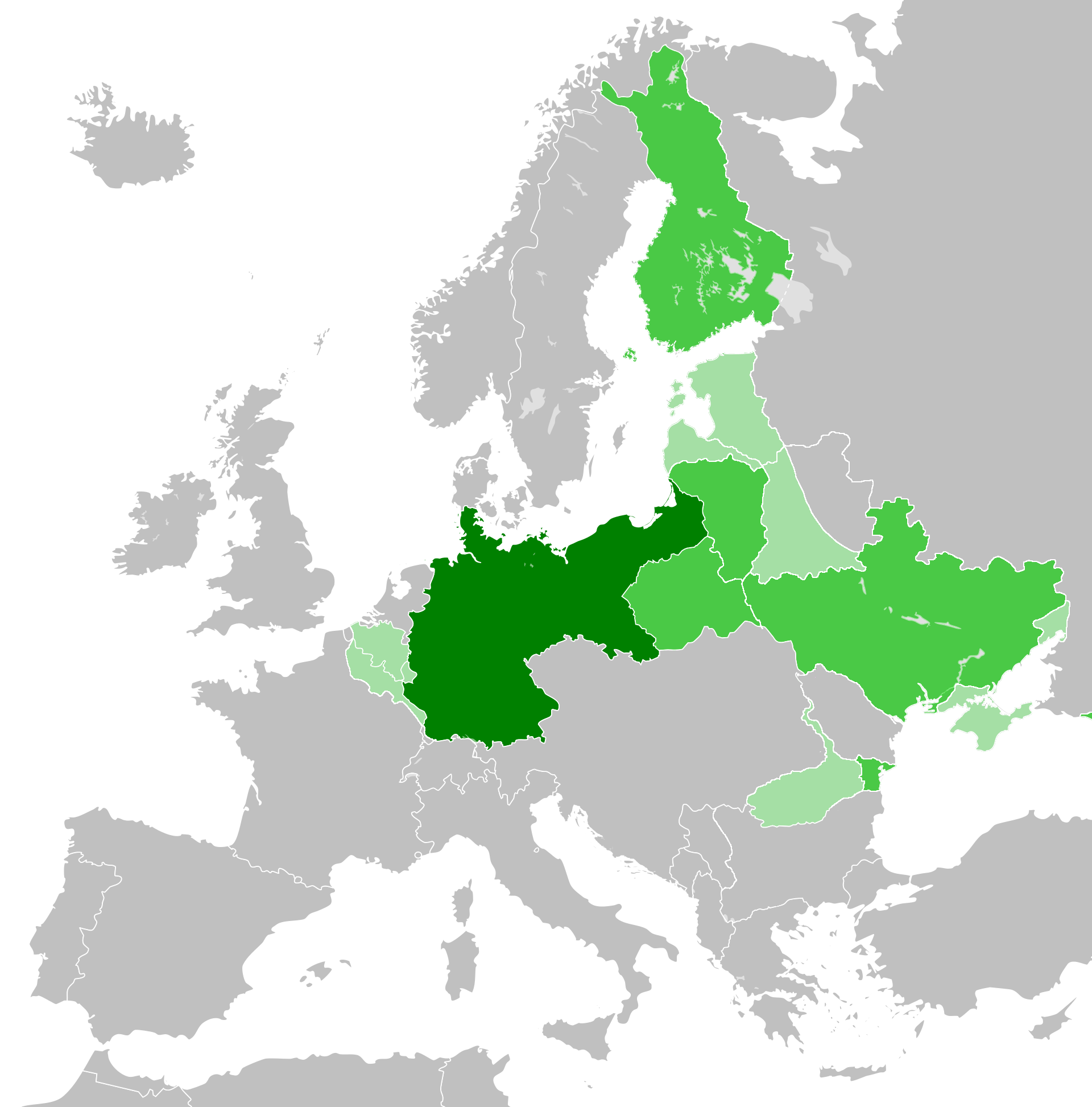
Mapa del Imperio Alemán hacia Septiembre del año 1918. Se muestran Estados Satélite y demás Territorios Ocupados por el Segundo Reich.
Imperio alemán
Estados Satélite
Territorios Ocupados

- República Popular Bielorrusa
- Ducado de Curlandia y Semigalia
- República del Don
- Reino de Finlandia
- Estado ucraniano
- República Democrática de Georgia
- República Popular de Kubán
- Gobierno Regional de Crimea
- Reino de Lituania
- República de las Montañas del Cáucaso Septentrional
- Reino de Polonia
- Ducado Unido del Báltico

### Estados clientes otomanos
- Emirato de Yabal Shammar
- República Democrática de Azerbaiyán
- Sultanato de Darfur